# Tepe-Kermen

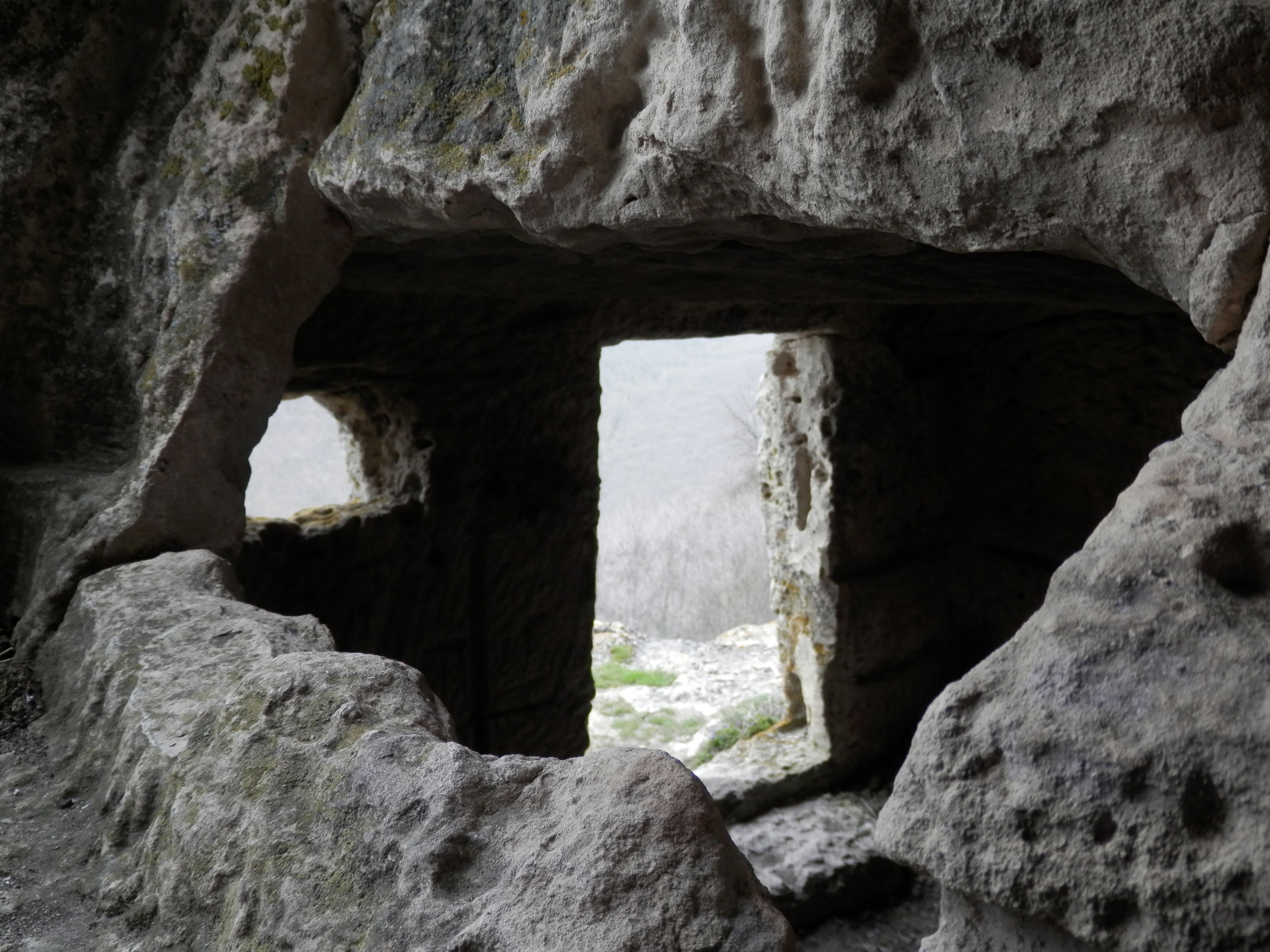
Widok z jednej z pieczar kompleksu Tepe-Kermen

Tepe-Kermen (Тепе-кермен) – średniowieczne skalne miasto zbudowane przez ludność grecką w zachodniej części Krymu na Ukrainie, leżące 7 km na południowy wschód od Bakczysaraju.
Nazwa oznacza Twierdza na górze. Twierdzę założono na niewielkiej (1 ha) szczytowej powierzchni samotnej góry, ostańca, powierzchnia szczytowa ograniczona jest z każdej strony pionowymi ścianami o wysokości 10–12 m, które poniżej przechodzą w strome zbocza, a sama góra wznosi się ponad 200 m nad okoliczną dolinę. Fortyfikacja ta powstała w końcu VI w n.e. jako niewielka przygraniczna forteca cesarstwa bizantyjskiego i miejsce czasowego schronienia okolicznej ludności w razie napadów zza granicy. Taki charakter miała aż do końca X w. Później zaczyna się powolny rozwój i rozbudowa osady, która staje się małym miasteczkiem. Szczyt rozwoju przypada na wieki XII i XIII w., choć i wówczas było to miasto prowincjonalne. Nie jest jasne, kiedy miasto upadło. Część badaczy sądzi, że upadek spowodował najazd wojsk mongolskich w 1299, inni zaś sądzą, że miasto istniało aż do ataku Timura u schyłku XIV w. Później, aż do co najmniej XVI w., na górze przypuszczalnie istniał klasztor prawosławny. 

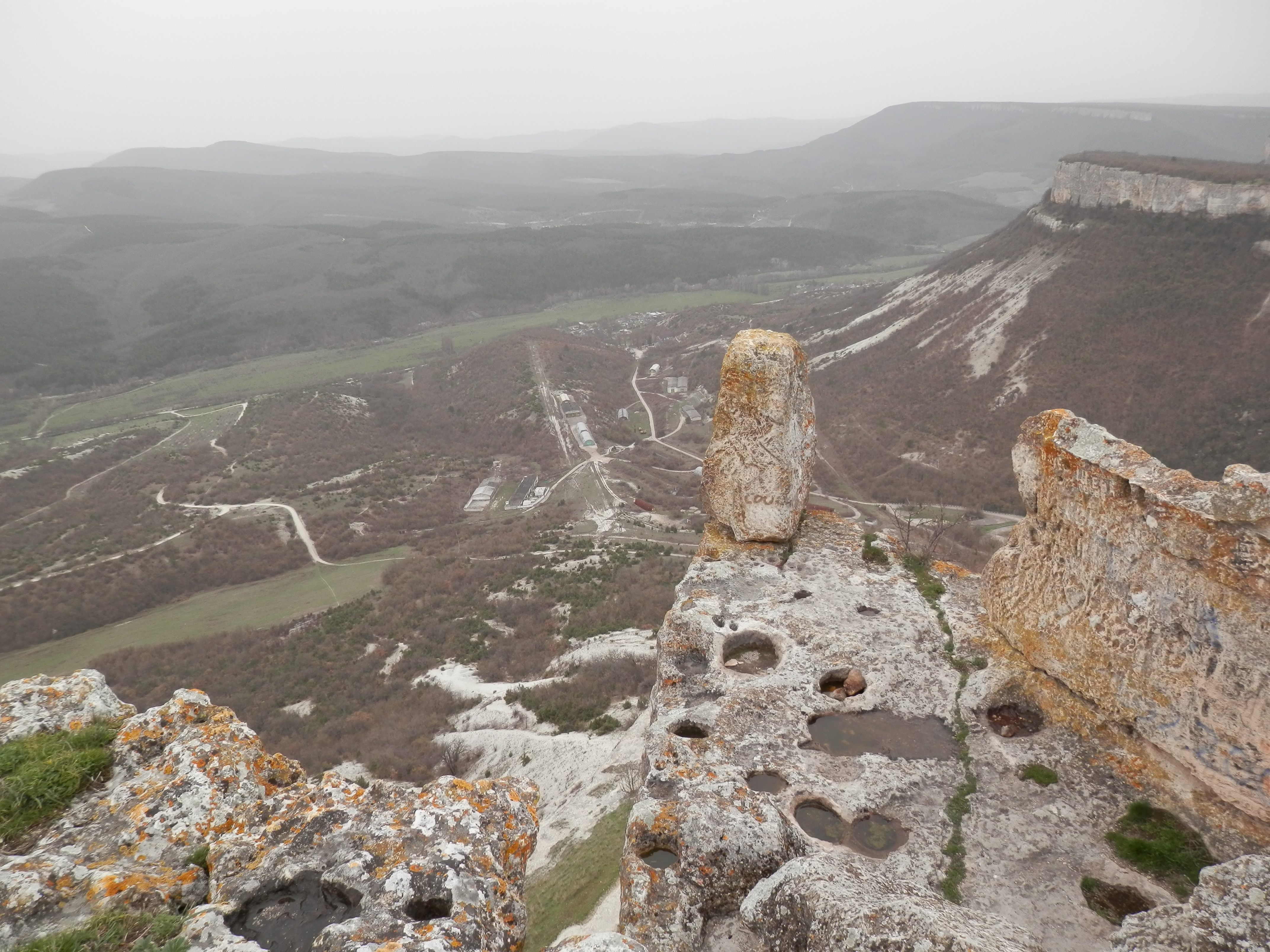
Tepe-Kermen, widok ze szczytu góry stołowej

Tepe-Kermen cechowało się wyjątkowo znacznym wykorzystaniem pieczar, których wykuto tu 250, najwięcej wśród wszystkich skalnych miast Krymu. Większość z nich (około 170 grot) służyła zwierzętom gospodarczym, kolejnych około 40 pieczar miało inne funkcje gospodarcze. Jedynie 15% jaskiń przeznaczono na inne cele, w tym kilkanaście pełniło rolę militarną, jako wartownie i posterunki obserwacyjne. Nieliczne groty miały funkcje sakralne.  Wyróżniono dwie dobrze zachowane skalne cerkwie i dwie zachowane szczątkowo. Cerkiew z baptysterium powstała po X w. ma 10,5x4,5m i wysokość 2,6m. Zachowała się tam m.in. wyciosana w skale rzeźbiona przegroda ołtarzowa z królewskimi wrotami i jednym wejściem bocznym, trzy kolumny z kapitelami, kilka fragmentów napisów w języku greckim i parę nisz grobowych. Kolejna cerkiew z XIII-XIV w. ma 4,9x2,2 m i wysokość 2,1 m, zachowały się tam napisy w języku greckim i starożydowskim, rzeźbione symbole i kilka nisz grobowych. Oprócz budowli podziemnych, zachowały się także ślady budynków naziemnych, na szczycie góry. Wśród nich wyróżniono jedną cerkiew i jedną kaplicę oraz fundamenty bramy obronnej w północnej części góry, tam gdzie prowadziła jedyna droga do miasta.